# St. Benedikt (Gelting)

St. Benedikt in Gelting

Der Innenraum der Kirche

St. Benedikt ist eine römisch-katholische Filialkirche in Gelting, einem Gemeindeteil der Stadt Geretsried im oberbayerischen Landkreis Bad Tölz-Wolfratshausen. Die von 1631 bis 1649 errichtete frühbarocke Saalkirche gehört zur Kirchengemeinde St. Andreas Wolfratshausen und steht unter Denkmalschutz.

## Geschichte und Architektur
Die heutige Kirche ist der dritte Sakralbau an gleicher Stelle. Der früheste Bau wurde um 1300 errichtet, da in einer Urkunde der örtliche Kirchenbau bereits als Filiale von Wolfratshausen bezeichnet wird. Das Untergeschoss des heutigen barocken Kirchturms stammt vom Chorturm der spätgotischen Kirche aus dem Jahr 1532. Durch den Schwedeneinfall im Jahr 1632 verzögerte sich der ein Jahr zuvor durch Georg Zellermair begonnene Neubau im frühbarocken Stil, der am 20. April 1649 durch den Freisinger Weihbischof Johannes Firnhammer geweiht werden konnte. Seitdem befindet sich im ehemaligen Chor die Sakristei der Barockkirche, südlich anschließend wurde der hochaufragende stark eingezogene einjochige Chor mit Dreiachtelschluss angebaut. Diesem schließt sich westlich das weiträumige und hohe vierjochige Langhaus an. Der Chor hat ein Stichkappengewölbe und das Langhaus ein hohes Tonnengewölbe mit Stichkappen. Das westliche Langhausjoch nimmt eine Doppelempore ein, bei der die untere lediglich eine Stehhöhe aufweist.

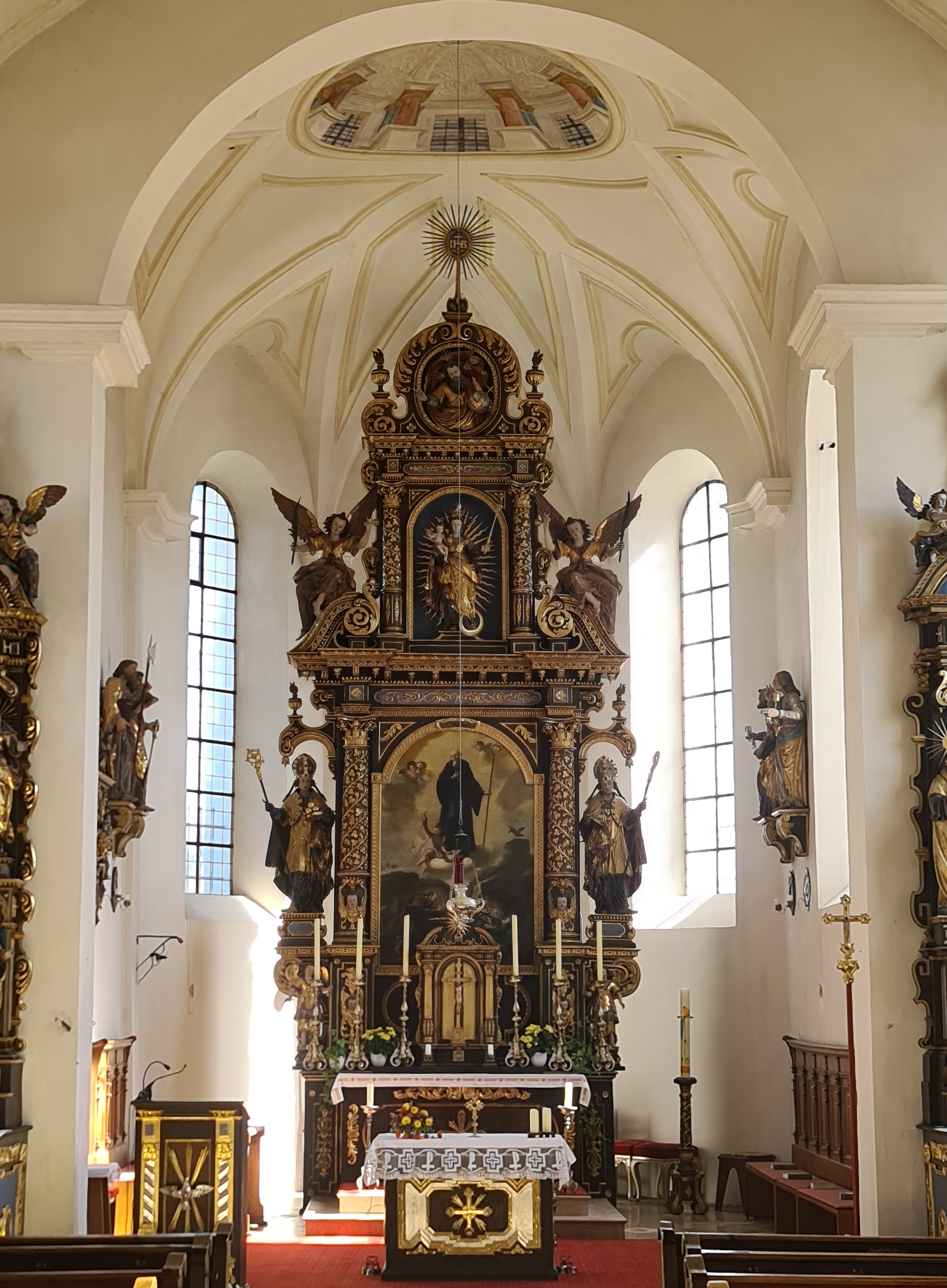
Chor mit dem Hochaltar von 1653

Im Jahr 1659/60 erhielt der Turm seinen oktogonalen Aufbau mit der Zwiebelkrönung, der 1708 durch einen Blitzschlag ausbrannte. Die ursprüngliche bauzeitliche Stuckverzierung wurde 1734 durch eine vereinfachte zeitgenössische mit einem großen Deckenfresko im Langhaus ersetzt. 1976/77 erfuhr der Sakralbau eine Renovierung, bei der die bisherigen Kreuzwegbilder an die Wolfratshausener Filialkirche St. Nantovinus und Laurentius weitergegeben wurden.

## Ausstattung
Die Hauptanziehungspunkte der Ausstattung stellen die drei schlanken hoch aufragenden Altäre von 1653 bis 1668 dar. Die Kistlerarbeiten fertigte Lucas Herle und Georg Wunderl zeichnete für die Skulpturen verantwortlich. Das Gemälde des Hochaltars zeigt den Heiligen Benedikt mit den knienden Heiligen Antonius und Maria Magdalena. Außen an den Säulen stehen die Heiligen Nikolaus und Erasmus. Unterhalb Gottvaters steht im Auszug eine Patrona Bavariae, die von zwei Gebälkengeln begleitet wird.
Die Apostelfiguren an den Chor- und Langhauswänden stammen vom Tölzer Johann Krinner. Über der Sakristeitür hängt ein frühbarockes Epitaph für Margarethe Mezger von 1645.
Der linke Seitenaltar hat einen dreigeschossigen Aufbau über der Mensa. Im Zentrum des Hauptfeldes steht eine Thronende Mondsichelmadonna (spätgotisch), links und rechts begleitet von ihren Eltern, den Heiligen Anna und Joachim. Darunter befinden sich die Märtyrerinnen Katharina, Elisabeth und Barbara. Im Auszug steht eine in der Quelle nicht korrekt angegebene Statue.
Der rechte Seitenaltar ist einfacher aufgebaut. In der Mitte steht eine Figur des Heiligen Sylvester vor mit Engeln gemalten Hintergrund. Ihm wurden die Apostelfürsten Petrus und Paulus zur Seite gestellt. Darüber befindet sich im Auszug der Heilige Leonhard. Vor der Predella stehen die Büsten der Heiligen Benedikt und Leonhard.
Weitere bedeutende Ausstattungsstücke im Langhaus stellen die Kanzel (1690) mit Evangelistenstatuetten am Korb von Anton Krinner, sowie das Kruzifix mit der Schmerzhaften Muttergottes  (um 1655/60) von Georg Wunderl dar.
Das Langhausfresko zeigt die Darstellung Die thronende Maria mit dem Kind in der Glorie Gottes verehrt von den Heiligen Silvester und Benedikt mit den Büßern Antonius und Maria Magdalena, stilistisch dem Münchner Künstlerkreis zugeordnet.
An den Emporenbrüstungen sind zehn Gemälde (um 1870) mit Szenen aus dem Marienleben angebracht. An den Pfeilern befinden sich auf Konsolen die Statuen der Kirchenpatrone Silvester und Benedikt.

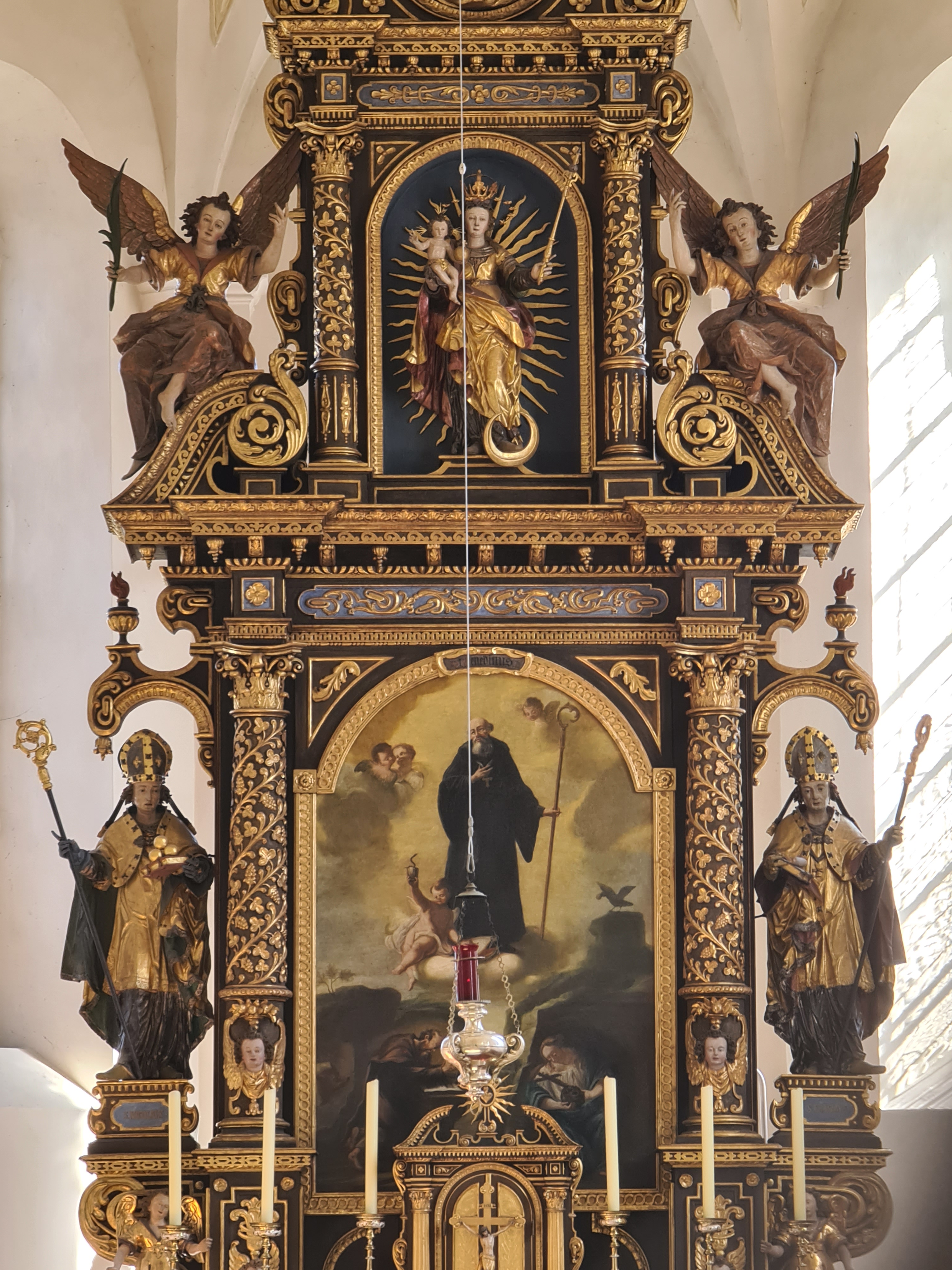
Retabel des Hochaltars (1653)
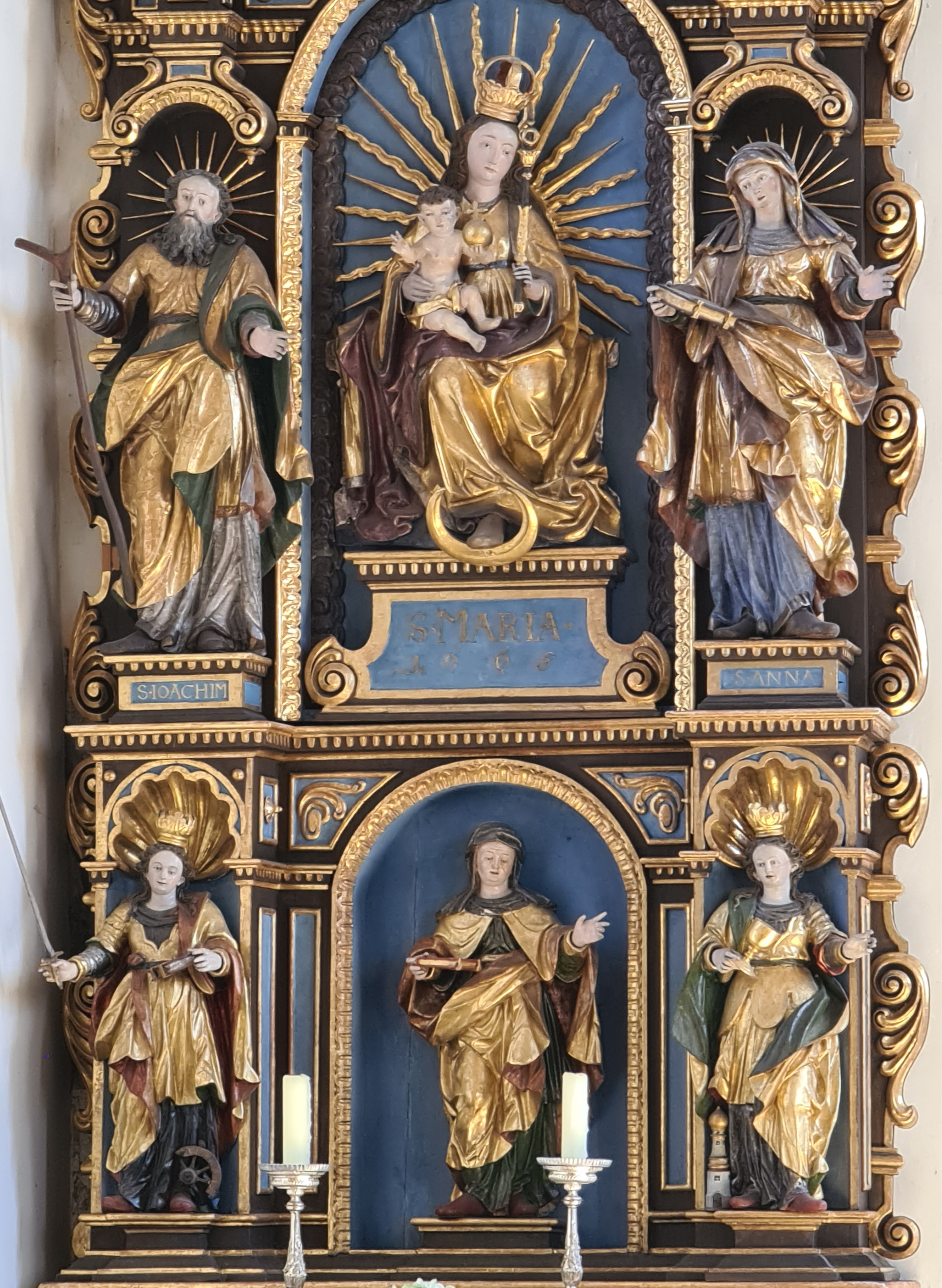
Linker Seitenaltar (1668)
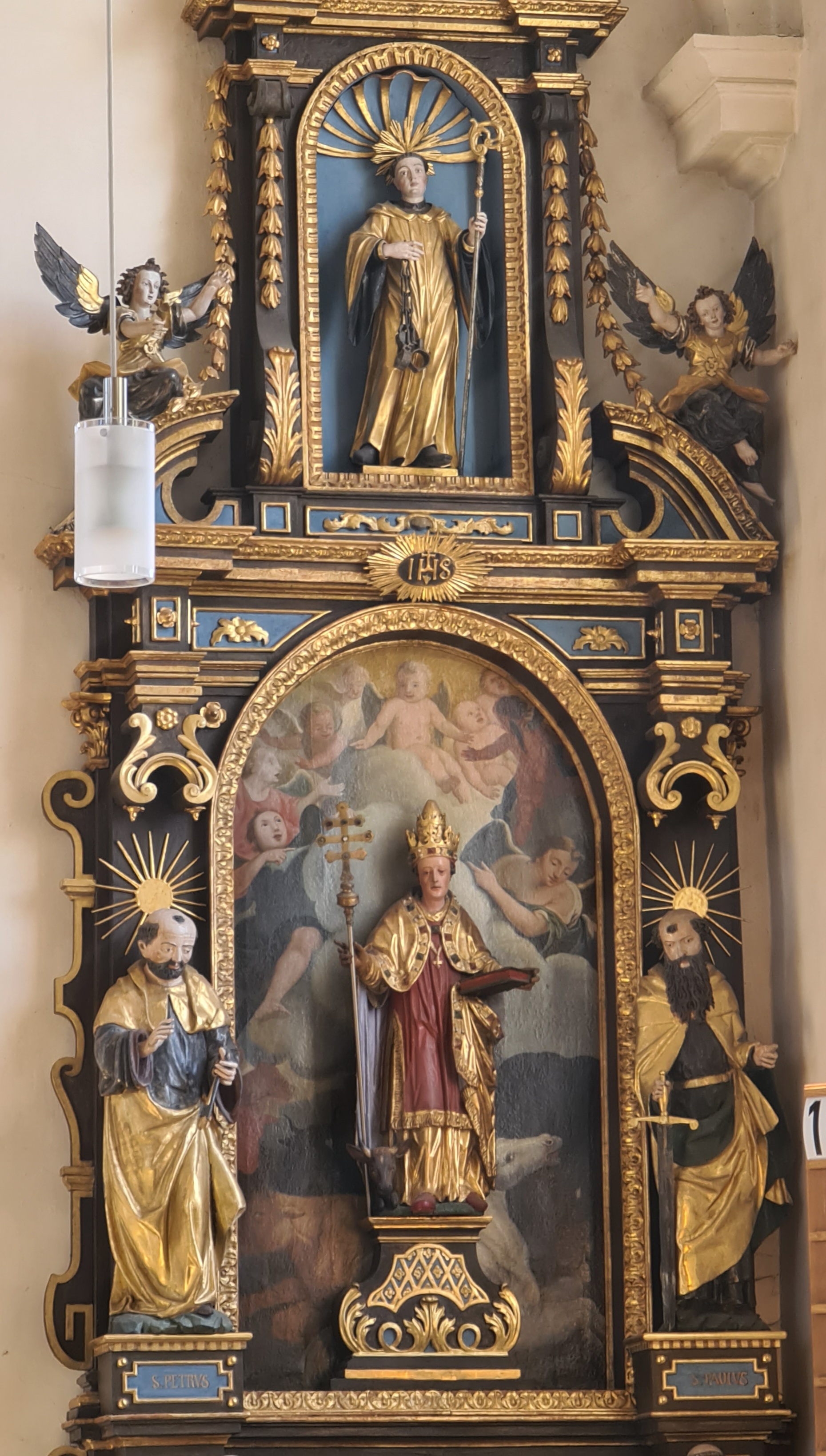
Rechter Seitenaltar (1665)
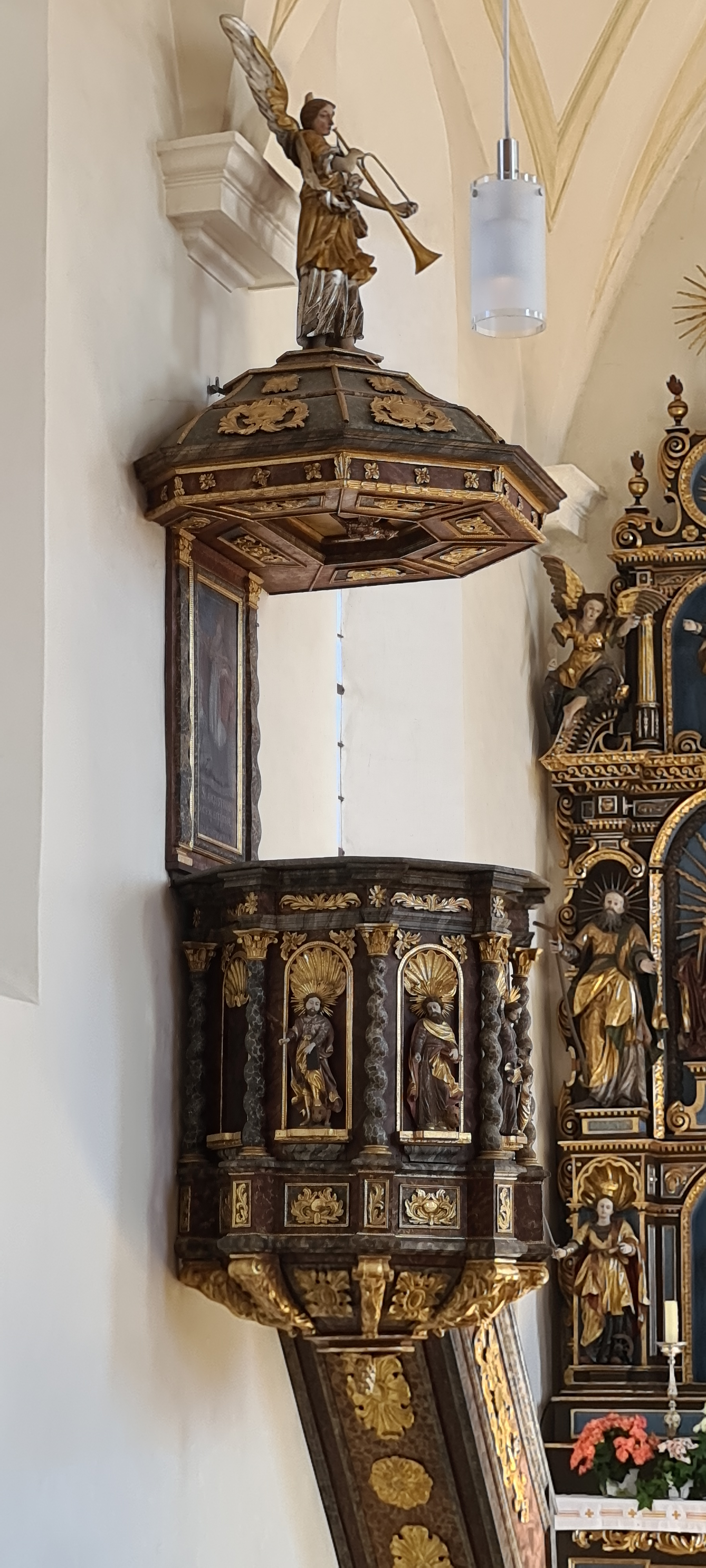
Kanzel (um 1690)
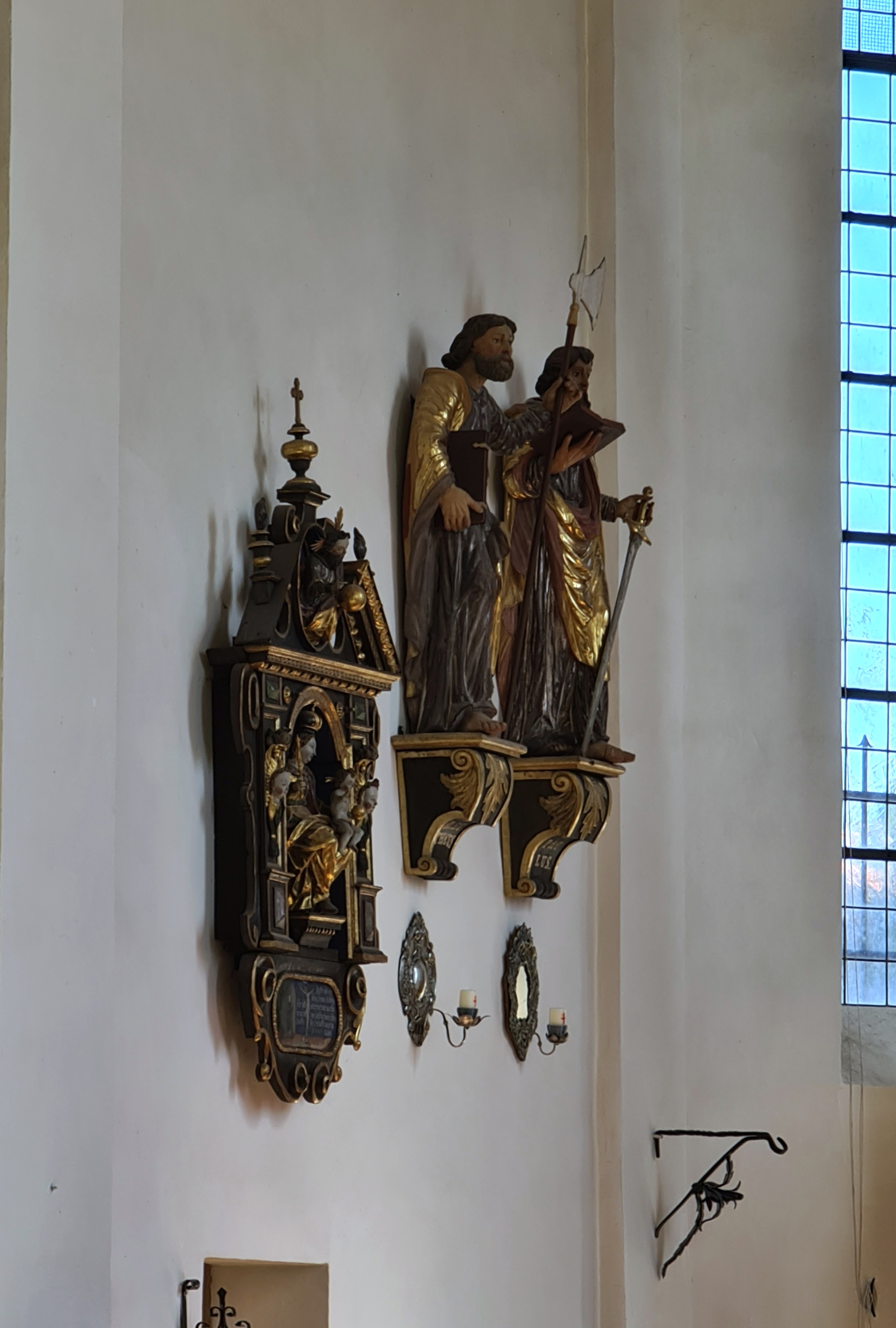
Epitaph und Apostelfiguren an der Chorwand